# Redmond (Washington)

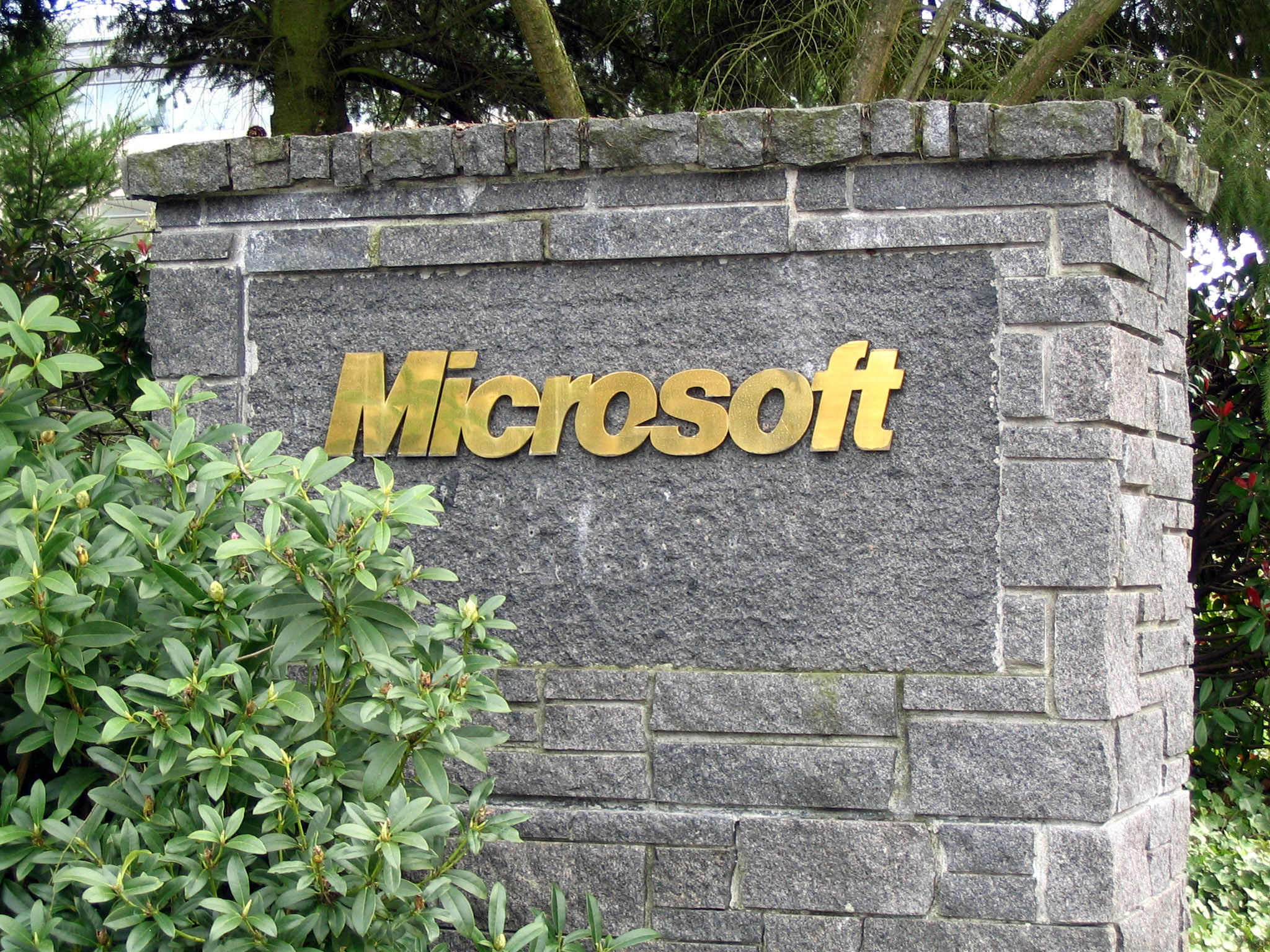
Entrada en la sede de Microsoft en Redmond.

Redmond es una ciudad localizada en Condado de King (Estado de Washington). Está situado a 26 km al este de Seattle, en el borde este del área metropolitana de Seattle. En 2010 la Oficina del Censo estimó que la ciudad tenía una población total de 54.144 personas, mayor a la del censo de 2000, de 45 256. Redmond es conocida por tener en ella la sede de Microsoft y de Nintendo of America. Redmond es también conocida como "Bicycle Capital of the Northwest" ("Capital de Bicicletas del Noroeste"), por la celebración anual de una carrera de bicicletas en su ciudad y en el único velódromo del estado.

## Historia
Nativos americanos habían vivido en la zona de Redmond por al menos 6.000 años, y los primeros colonos llegaron en la década de 1870. El 9 de septiembre de 1870, Lucke presentó una reclamación de la Ley de Asentamientos Rurales para unos territorios cercanos al Sammamish Slough, y el año siguiente, Warren Perrigo le concedió unas tierras adyacentes a él.
Los ríos y arroyos tenían tanto salmón que el asentamiento fue inicialmente llamado Salmonberg. Más colonos llegaron, y con el establecimiento de la primera oficina de correos en 1881, el nombre de la comunidad fue cambiado a Melrose. El nuevo nombre fue tomado de la exitosa posada de los Perrigos, Melrose House, lo que molestó a McRedmond. Después de convertirse en jefe de correos, pidió exitosamente que el nombre fuese cambiado a Redmond en 1883.
Los abundantes bosques y peces de Redmond ofrecían trabajo para leñadores y pescadores; y con esos trabajos se produjo una demanda de bienes y servicios, atrayendo de esta forma mercantes. La industria de la leña se expandió significativamente en 1889 cuand Seattle Lake Shore & Eastern Railway construyeron una estación en el centro de la ciudad.
El primer mapa de Redmond fue creado el 11 de mayo de 1891, comprendiendo gran parte del área hoy conocida como el centro. Después de alcanzar la necesaria población de 300, Redmond fue incorporado en el mapa de Estados Unidos el 31 de diciembre de 1912.
Redmond sufrió una recesión económica en los 1920s. La prohibición, o ley seca en los Estados Unidos obligó a los bares a cerrar, acabando de esta forma con una gran parte de la base de los impuestos. Los árboles eran menguantes debido a la fuerte explotación forestal, provocando que muchas madererías o aserradero cerrasen. Afortunadamente, el área deforestada era apropiada para la agricultura. La agricultura se convirtió en el principal negocio de Redmond, manteniendo a los residentes alimentados durante la Gran depresión. Cuando los Estados Unidos entraron en la Segunda Guerra Mundial trabajos como el astillero naval y otros propios de periodo de guerra fueron instalados en Redmond.
Fue después de la guerra, cuando el crecimiento de Redmond empezó en realidad. La ciudad aumentó en tamaño 30 veces mediante anexiones entre los años 1951 y 1967. La apertura del puente colgante Evergreen en el Lago Washington en 1963 permitió que Redmond surgiese como un suburbio de Seattle. En 1978, U.S. Census Bureau proclamó Redmond como la ciudad de más rápido crecimiento  en el Estado. Muchas compañías tecnológicas fijaron su sede en la ciudad, y la creciente población demandaba más tiendas de ventas al menudeo. Redmond experimentó un boom comercial durante los años 1990, que culminó en 1997 con la apertura del Redmond Town Center, un gran centro comercial regional, en el lugar de un obsoleto campo de golf.
En los últimos años la ciudad ha ido experimentando crecientes cargas debido a su propio crecimiento, sobre todo en las áreas de extensión urbana y congestión de tráfico. En la hora pico puede llevar alrededor de dos horas viajar del principio de SR-520 en Avondale Road hacia Downtown Seattle, a pesar de que están a únicamente 29 km de distancia. Estos problemas están siendo mitigados por la expansión de SR-520 y el puente flotante Evergreen Point, además del planeado servicio ferroviario a través del East Link desde Seattle a Redmond durante la segunda fase del Sound transit.

## Geografía
Redmond está bordeado por Kirkland en el oeste, por Bellevue en el suroeste, y por Sammamish (Washington) en el sureste. El no incorporado Kind Country se encuentra en el norte y en el este. El centro de la ciudad se halla en el norte del Lago Sammamish y en el norte y oeste del lago, se encuentran áreas residenciales. El río Sammamish abarca desde el norte del lago hasta el borde oeste del centro de la ciudad.
Redmond está situado en 47°40′10″N 122°07′26″W.[11]
De acuerdo con la oficina del censo de Estados Unidos United States Census Bureau, la ciudad tiene un área total de 43.87 km², de los cuales 42.17 km² son isla 1.71 km son agua. En Redmond se hallan más de 1000 acres de áreas naturales, entre las que se reparten más de 20 parques y 17 millas de caminos para el senderismo, y para rutas en bicicleta o a caballo.
- Altitud: 9 metros.
- Latitud: 47°40′27″ N
- Longitud: 122°7′13″ O

## Población
- 54 144 habitantes, de los cuales 52,2 % son hombres y 47,8 % son mujeres.

La media de edad de la población es de 34 años.

## Economía
Numerosas compañías de la alta tecnología están situadas en Redmond. El mayor patrono en la ciudad es por mucho Microsoft Corporation, el cual trasladó sus oficinas centrales a Redmond en 1986. Microsoft tiene alrededor de 40.000 trabajadores a jornada completa, y más de 0,74 km² de espacio de oficinas en el área este de Seattle, sobre todo en Redmond, con oficinas adicionales en Bellevue y Issaquah.
Otras compañías con oficinas generales en Redmond son: Nintendo, Genie Industries, Physio-Control, Univar, Visible.net, Wild Tangent, Solstice and Data I/O.
A diferencia de Bellevue y otras ciudades vecinas, la ciudad de Redmond no tiene un impuesto de negocio o ocupación en la renta. Sin embargo, para ayudar a compensar los costes de mejoras de carreteras para negocios, en 1996 se aprobó una tasa de licencia de negocio de 49 euros por empleado. En 2014, la tasa se encontraba en 82 euros por empleado.
Además, Redmond cuenta con el mayor aeropuerto comercial en la zona de Oregón, llamado "Roberts Field" o aeropuerto municipal de Redmond.

## Cultura
El Redmond Derby Days es un festival comunitario anual que se celebra cada mes de julio. Comenzó en 1939 como una carrera alrededor del Lago Sammamish llamado “Redmond Bicycle Derby”, y desde entonces se ha convertido en un evento de varios días, incluyendo un critérium. También incluye un carnaval con atracciones. Las artes escénicas que actúan incluyen el “the Eastside Symphony” y “ the Second Story Repertory theater company”, así como artistas que tocan en el “Redmond Performing Arts Center”.
Redmond tiene una colección de esculturas exteriores en sus calles y parques, muchas de las cuales son parte de una exposición giratoria de esculturas.
“Redmond lights” es un festival de comunidad celebrado cada primer sábado de diciembre. Tiene un invitado especial cada año, una iluminación de árboles llevada a cabo por el alcalde cada año en el ayuntamiento, un paseo iluminado en Sammamish Trail y Redmond Central Connector con estaciones musicales e iluminadas a lo largo del camino a Redmond Town Center, donde hay muchas atracciones especiales tales como un carrousel, una pista de patinaje, y una degustación gastronómica.
El The Old Redmond Firehouse es un local para jóvenes. Se ha convertido en el escenario del brillante panorama musical independiente de la zona del Este.
Los Concerts at Marymoor son una serie anual de conciertos ofrecidos en el anfiteatro in Marymoor Park. El lugar se ha rendido a artistas tan diversos como Norah Jones, Peter, Paul & Mary, Rob Thomas y Duran Duran. El Cirque du Soleil ha establecido desde 2004 el tour de Varekai cuando una base concreta fue construida para ellos. Desde entonces, diferentes tours han tenido lugar en este espacio: Corteo (2006), Kooza (2010), Cavalia (2012), and Amaluna (2013).